# زورق هجومي سريع فئة تايغر
النوع 148 من الزورق الهجومي السريع فئة تايغر عبارة عن تحديث لفئة زوارق لا كومباتانت الثانية [الإنجليزية] لا كومباتانت الثانية الفرنسية لصالح البحرية الألمانية.

## التصميم
صمم حوض لورسن بألمانيا زورق لا كومباتانت 2 لصالح إسرائيل، ولكنه بُني في فرنسا عبر شركة الانشاءات الميكانيكية النورمندية في شيربورغ لأسباب سياسية. وضعت الشركة الفرنسية ثمانية زوارق في الماء، لكن حوض لورسن أكملها.

## التاريخ العملي
بدأت خدمة الزوارق في البحرية الألمانية في منتصف السبعينيات، لتحل محل زوارق فئة جاغوار في السربين الثالث والخامس. في البداية لم تمنح الزوارق أي أسماء، بل أرقام فقط، حتى اُختير لها أسماء لاحقاً تحت إصرار أطقمها.
خدمت الزوارق لمدة 30 عاماً، وتلقت تحديثات رئيسية في 1982-84 و1990-1992. بعد إيقاف تشغيلها، خرجت من الخدمة أو باعتها ألمانيا إلى بلدان مختلفة. لم تشتر ألمانيا بدائل مباشرةً نظراً لظروف التشغيل المتغيرة، حيث خفضت البحرية الألمانية عدد الزوارق الهجومية السريعة هذه بشكل كبير واشترت بدلاً من ذلك عدداً أقل من الطرادات.

## قائمة الزوارق
| رقم تعريف الناتو | رقم الراية الألماني | الاسم   | رمز النداء | حوض بناء السفن                        | النزول إلى الماء | التدشين        | دخول الخدمة    | الخروج من الخدمة | الحالة                                                                                       |
| ---------------- | ------------------- | ------- | ---------- | ------------------------------------- | ---------------- | -------------- | -------------- | ---------------- | -------------------------------------------------------------------------------------------- |
| P6141            | S41                 | تايغر   | DRBA       | شركة الانشاءات الميكانيكية النورمندية | 11 أكتوبر 1971   | 27 سبتمبر 1972 | 30 أكتوبر 1972 | 24 سبتمبر 1998   | اشترتها البحرية التشيلية باسم تينينتي أوريبي (LM-39)؛ خرجت من الخدمة في 2014.                |
| P6142            | S42                 | إلتيس   | DRBB       | شركة الانشاءات الميكانيكية النورمندية | 2 فبراير 1972    | 12 ديسمبر 1972 | 8 يناير 1973   | 15 أكتوبر 1992   | اشترتها البحرية الهيلينية                                                                    |
| P6143            | S43                 | لوخس    | DRBC       | شركة الانشاءات الميكانيكية النورمندية | 23 مارس 1972     | 7 مارس 1973    | 9 أبريل 1973   | 27 أغسطس 1998    | اشترتها البحرية التشيلية التي فككتها                                                         |
| P6144            | S44                 | ماردر   | DRBD       | شركة الانشاءات الميكانيكية النورمندية | 15 أبريل 1972    | 5 مايو 1973    | 14 يوليو 1973  | 25 مايو 1994     | اشترتها البحرية الهيلينية                                                                    |
| P6145            | S45                 | ليوبارد | DRBE       | شركة الانشاءات الميكانيكية النورمندية | 13 سبتمبر 1972   | 3 يوليو 1973   | 21 أغسطس 1973  | 28 سبتمبر 2000   | اشترتها البحرية الهيلينية                                                                    |
| P6146            | S46                 | فوخس    | DRBF       | لورسن                                 | 10 مارس 1972     | 21 مايو 1973   | 17 أكتوبر 1973 | 19 ديسمبر 2002   | اشترتها البحرية المصرية باسم 6 أكتوبر                                                        |
| P6147            | S47                 | جاغوار  | DRBG       | شركة الانشاءات الميكانيكية النورمندية | 29 نوفمبر 1972   | 20 سبتمبر 1973 | 13 نوفمبر 1973 | 28 سبتمبر 2000   | اشترتها البحرية الهيلينية                                                                    |
| P6148            | S48                 | لوفه    | DRBH       | لورسن                                 | 10 يوليو 1972    | 10 سبتمبر 1973 | 9 يناير 1974   | 19 ديسمبر 2002   | اشترتها البحرية المصرية باسم 21 أكتوبر                                                       |
| P6149            | S49                 | فولف    | DRBI       | شركة الانشاءات الميكانيكية النورمندية | 23 يناير 1973    | 11 يناير 1974  | 26 فبراير 1974 | 27 أغسطس 1997    | اشترتها البحرية التشيلية باسم غوارديامارينا ريكولمي (LM-36) في 1997؛ خرجت من الخدمة في 2004. |
| P6150            | S50                 | بانثر   | DRBJ       | لورسن                                 | 30 سبتمبر 1972   | 10 ديسمبر 1973 | 27 مارس 1974   | 29 سبتمبر 2002   | تفككت في 2003                                                                                |
| P6151            | S51                 | هيّر     | DRBK       | شركة الانشاءات الميكانيكية النورمندية | 5 أبريل 1973     | 26 أبريل 1974  | 12 يونيو 1974  | 23 يونيو 1994    | اشترتها البحرية الهيلينية                                                                    |
| P6152            | S52                 | ستورش   | DRBL       | لورسن                                 | 12 مارس 1973     | 25 مارس 1974   | 17 يوليو 1974  | 12 نوفمبر 1992   | اشترتها البحرية الهيلينية                                                                    |
| P6153            | S53                 | بيليكان | DRBM       | شركة الانشاءات الميكانيكية النورمندية | 11 سبتمبر 1973   | 4 يوليو 1974   | 24 سبتمبر 1974 | 25 يونيو 1998    | اشترتها البحرية التشيلية التي فككتها.                                                        |
| P6154            | S54                 | إلستر   | DRBN       | لورسن                                 | 29 يوينو 1973    | 8 يوليو 1974   | 14 نوفمبر 1974 | 27 أغسطس 1997    | اشترتها البحرية التشيلية باسم تينينتي أوريلا (LM-37) في 1997؛ خرجت من الخدمة في 2014.        |
| P6155            | S55                 | ألك     | DRBO       | شركة الانشاءات الميكانيكية النورمندية | 9 أبريل 1974     | 15 نوفمبر 1974 | 7 يناير 1975   | 13 مايو 2002     | اشترتها البحرية المصرية باسم 23 أكتوبر                                                       |
| P6156            | S56                 | دوميل   | DRBP       | لورسن                                 | 13 ديسمبر 1973   | 30 أكتوبر 1974 | 12 فبراير 1975 | 19 ديسمبر 2002   | اشترتها البحرية المصرية باسم 18 يونيو                                                        |
| P6157            | S57                 | فايه    | DRBQ       | شركة الانشاءات الميكانيكية النورمندية | 2 يوليو 1974     | 13 فبراير 1975 | 3 أبريل 1975   | 19 ديسمبر 2002   | اشترتها البحرية المصرية باسم 25 أبريل                                                        |
| P6158            | S58                 | بينغوين | DRBR       | لورسن                                 | 11 مارس 1974     | 26 فبراير 1975 | 22 مايو 1975   | 28 يونيو 2002    | تفككت في 2003                                                                                |
| P6159            | S59                 | راير    | DRBS       | شركة الانشاءات الميكانيكية النورمندية | 8 نوفمبر 1974    | 15 مايو 1975   | 24 يونيو 1975  | 27 سبتمبر 2002   | تفككت في 2003                                                                                |
| P6160            | S60                 | كرانيش  | DRBT       | لورسن                                 | 9 مايو 1974      | 26 مايو 1975   | 6 أغسطس 1975   | 24 سبتمبر 1998   | اشترتها البحرية التشيلية باسم تينينتي سيرانو (LM-38) في 1998؛ خرجت من الخدمة في 2014.        |

## وصلات خارجية
- Schnellboote TIGER-Klase – Marine (Official homepage of the German Navy) (بالألمانية)
- Warships on the Web
- S46 Fuchs نسخة محفوظة 15 مايو 2008 على موقع واي باك مشين. (بالألمانية)
- S51 Häher (بالألمانية)
- S58 Pinguin (بالألمانية)